# تری سیلور
ترِنس «تری» سیلور (به انگلیسی: Terrance "Terry" Silver) یک شخصیت خیالی و هماورد ثانویه مجموعه فیلم‌های بچه کاراته‌کار است که توسط بازیگر و رزمی‌کار توماس ایان گریفیت به تصویر کشیده شده‌است.
او یک هماورد دیده نشده در بچه کاراته‌کار (۱۹۸۴)، هماورد اصلی بچه کاراته‌کار، قسمت سوم (۱۹۸۹) و هماورد ثانویه دنباله سریال تلویزیونی کبرا کای است که به عنوان هماورد اصلی فصل‌های ۴ و ۵ فعالیت می‌کند.

## زندگی‌نامه
تری سیلور که در خانواده‌ای ثروتمند به دنیا آمد، قبل از سال ۱۹۶۸ به ارتش ایالات متحده پیوست و به ویتنام اعزام شد. در این مدت، او با جان کریس آشنا شد و این دو دوست صمیمی شدند. سیلور به دلیل جثه لاغر او توسط هم تیمی، پونی دم، لقب «نی‌قلیون» را گرفت. کریس، دم اسبی و سیلور توسط کاپیتان ترنر نیروهای ویژه برای شرکت در ماموریت‌های مخفی انتخاب شدند و در هنر تانگ سو دو کاراته آموزش دیدند. در طی یکی از این ماموریت‌ها برای حمله به پایگاه ارتش ویتنام شمالی، وقتی صدای بی‌سیم سیلور به صدا در می‌آید، یگان دستگیر می‌شود که منجر به اعدام دم اسبی توسط اسیرکنندگانشان می‌شود. زمانی که در اسارت بود، یک افسر ویژه، سیلور را برای شرکت در یک مبارزه تن به تن اجباری تا مرگ با ترنر انتخاب کرد، اما کریس به جای آن خودش داوطلب شد. کریس پس از نجات توسط یک حمله هوایی توسط نیروی هوایی ایالات متحده، ترنر را می‌کشد و بقیه زندانیان را آزاد می‌کند. سیلور که از کریس به خاطر نجات جانش سپاسگزار بود، یک قول مادام العمر به او تعهد داد. تجارب سیلور در ویتنام باعث شد که او با اختلال استرس پس از سانحه دست و پنجه نرم کند و بازگشت او به زندگی غیرنظامی را با مشکل مواجه کرد.

## خلق شخصیت
در ابتدا قرار بود جان کریس نقش بزرگ تری سیلور در بچه کاراته‌کار ۳ داشته باشد، اما به دلیل تضاد برنامه مارتین کوو با زمان سخت در سیاره زمین، شخصیت تری سیلور (توماس ایان گریفیث) در فیلمنامه نوشته شد. بچه کاراته‌کار ۳ اولین فیلم گریفیث بود. گریفیث در کودکی هم هنرهای بازیگری و هم هنرهای رزمی (کنپو کاراته و تای کوان دو) را مطالعه کرد.

### بچه کاراته‌کار ۳
پس از شکست در تورنمنت ۱۹۸۵، سیلور کسب و کار خود را از دست داد و به بخش توانبخشی و درمانی رفت تا زندگی خود را تغییر دهد. او با شاین رابطه برقرار می‌کند و با سرمایه‌گذاری در شرکت‌ها امرار معاش می‌کند. او تمام آثار ارتباط خود با کبرا کای، از جمله خالکوبی کبرا را از بین می‌برد.